# Maryse Turcotte
Maryse Turcotte (* 23. Februar 1975 in Sherbrooke, Québec) ist eine kanadische Gewichtheberin.

## Werdegang
Maryse war 1990 Zuschauerin in einem Gewichtheber-Wettkampf an ihrer High-School in Sherbrooke und begeisterte sich von da an für das Gewichtheben. Sie begann unter der Leitung von Simon Garand mit dem Training und startete ab 1991 bei Wettkämpfen im Juniorenbereich. 1992 wurde Pierre Bergeron ihr Trainer, mit dem sie seit vielen Jahren zusammenarbeitet und mit dem sie zwischenzeitlich verheiratet ist. Mit 19 Jahren wechselte sie nach Brossard. Mit 17 Jahren startete sie im Jahre 1992 erstmals bei den kanadischen Meisterschaften und gewann in der Gewichtsklasse bis 56 kg Körpergewicht. 1994 erfolgte der erste internationale Start bei den Nordamerikanischen und Karibik-Meisterschaften (NACACI), wo sie ebenfalls gleich in ihrer Gewichtsklasse gewann. Ab 1995 war sie bei allen Weltmeisterschaften und Olympischen Spielen dabei und erreichte immer hervorragende Platzierungen. Es gelang ihr zwar nicht, eine Medaille im Zweikampf zu erkämpfen, aber 1998 wurde sie Vizeweltmeisterin im Stoßen.
Maryse studiert Wirtschaftswissenschaften an der Universität in Montreal und arbeitet nebenher in einer Klinik.

## Erfolge

### Internationale Erfolge/Zweikampf
(OS = Olympische Spiele, WM = Weltmeisterschaft, KG = Körpergewicht)
- 1994, 1. Platz, Nordamerk. und Karibik-Meisterschaft (NACACI) in Colorado Springs, bis 54 kg KG, mit 145 kg;
- 1995, 6. Platz, WM in Guangzhou/China, bis 50 kg KG, mit 150 kg, Siegerin: Liu Xihua, China, 187,5 kg vor Chu Nan-Mei, Taiwan, 177,5 kg;
- 1996, 2. Platz, NACACI-Meistersch. in Shreveport/USA, bis 54 kg KG, mit 165 kg;
- 1996, 5. Platz, WM in Warschau, bis 54 kg KG, mit 165 kg, Siegerin: Zhang Xixing, China, 197,5 kg vor Kuo Ping-Chun, Taiwan, 187,5 kg;
- 1997, 5. Platz, WM in Chiangmai/Thailand, bis 54 kg KG, mit 187,5 kg, Siegerin: Meng Xianjuan, China, 205 kg vor Ri Song-Hui, Nordkorea, 195 kg;
- 1998, 2. Platz, Studenten-WM in Tel Aviv, bis 58 kg KG, mit 200 kg, hinter Chen Yanqing, China, 220 kg und vor Ou Yu-Hui, Taiwan, 185 kg;
- 1998, 4. Platz, WM in Lahti, bis 58 kg KG, mit 200 kg, hinter Kuo Ping-Chun, 207,5 kg, Song Zhijuan, China, 207,5 kg und Neli Jankowa, Bulgarien, 200 kg;
- 1999, 2. Platz, Studenten-WM in Chiba/Japan, bis 58 kg KG, mit 197,5 kg;
- 1999, 1. Platz, Pan-American Games in Winnipeg, bis 58 kg KG, mit 200 kg, vor Nancy Niro, Kanada und Soraya Jimenez, Mexiko;
- 1999, 6. Platz, WM in Athen, bis 58 kg KG, mit 202,5 kg, Siegerin: Chen Yanqing, 235 kg vor Ri Song-Hui, 230 kg;
- 2000, 2. Platz, NACACI-Meistersch. in Shreveport, bis 58 kg KG, mit 197,5 kg;
- 2000, 1. Platz, Studenten-WM in Montreal, bis 58 kg KG, mit 210 kg;
- 2000, 4. Platz, OS in Sydney, bis 58 kg KG, mit 205 kg, hinter Soraya Jimenez, 222,5 kg, Ri Song-Hui, 220 kg und Kassarapom Suta, Thailand, 210 kg;
- 2001, 1. Platz, Studenten-WM in Ružomberok/Slowakei, bis 53 kg KG, mit 195 kg, vor Dagmar Danekowa, Slowakei, 175 kg und Lin Mei-Ling, Taiwan, 172,5 kg;
- 2001, 5. Platz, WM in Antalya, bis 53 kg KG, mit 192,5 kg, Siegerin: Li Feng-Ying, Taiwan, 210 kg vor Qiu Hongxiao, China, 207,5 kg;
- 2002, 1. Platz, Commonwealth-Games in Manchester, bis 58 kg KG, mit 202,5 kg, vor Michaela Breeze, England, 200 kg und Sunaina Sunaina, Indien, 192,5 kg;
- 2002, 6. Platz, WM in Warschau, bis 58 kg KG, mit 205 kg, Siegerin: Song Zhijuan, 230 kg vor Wandee Kameaim, Thailand, 212,5 kg;
- 2003, 3. Platz, Studenten-WM in Pavia, bis 58 kg KG, mit 197,5 kg, hinter Yan Zhou, China, 220 kg und Wandee Kameaim, 215 kg;
- 2003, 4. Platz, Pan-American Games in Santo Domingo, bis 58 kg KG, mit 200 kg, hinter Maria Escobar, Venezuela, Soraya Jimenez, und Gretty Lugo, Venezuela;
- 2003, 7. Platz, WM in Vancouver, bis 58 kg KG, mit 205 kg, Siegerin: Sun Cayan, China, 225 kg vor Patmawati, Indonesien, 217,5 kg;
- 2004, 11. Platz, OS in Athen, bis 58 kg KG, mit 210 kg, Siegerin: Chen Yanqing, 237,5 kg vor Ri Song-Hui, 232,5 kg;
- 2005, 7. Platz, WM in Doha, bis 53 kg KG, mit 188 kg, Siegerin: Li Ping, Chian, 224 kg vor Junpin Kauntatean, Thailand, 223 kg;
- 2006, 1. Platz, Commonwealth-Games, bis 53 kg KG, mit 188 kg, vor Dika Loa Tona, PNG, 181 kg und Nadeene Latif, Pakistan, 152 kg

### Medaillen Einzeldisziplinen
(bei Olympischen Spielen werden keine WM-Medaillen mehr vergeben)
- WM-Silbermedaille: 1998, Stoßen, 115 kg,
- WM-Bronzemedaille: 2003, Stoßen, 117,5 kg

### Kanadische Meisterschaften
Maryse Turcotte gewann von 1992 bis 2005 insgesamt 13 kanadische Meistertitel. Lediglich 1993 musste sie mit dem 2. Platz vorliebnehmen.
| Personendaten    | Personendaten             |
| ---------------- | ------------------------- |
| NAME             | Turcotte, Maryse          |
| KURZBESCHREIBUNG | kanadische Gewichtheberin |
| GEBURTSDATUM     | 23. Februar 1975          |
| GEBURTSORT       | Sherbrooke, Québec        |